# 北開普梅 (新澤西州)
北開普梅（英語：North Cape May）是位於美國新澤西州開普梅縣的普查規定居民點。

## 人口
根據2020年美國人口普查的數據，北開普梅的面積為5.53平方千米，當中陸地面積為5.19平方千米，而水域面積為0.33平方千米。當地共有人口4007人，而人口密度為每平方千米724.59人。